# 雁宿町
雁宿町（かりやどちょう）は、愛知県半田市の地名。

## 地理
半田市中央部に位置する。東は天王町・泉町、南は白山町、北は星崎町に接する。

## 歴史

### 人口の変遷
国勢調査による人口および世帯数の推移。
| 1995年（平成7年）  | 417世帯 1070人 |  |
| 2000年（平成12年） | 394世帯 1020人 |  |
| 2005年（平成17年） | 410世帯 1040人 |  |
| 2010年（平成22年） | 428世帯 1044人 |  |
| 2015年（平成27年） | 444世帯 1083人 |  |
| 2020年（令和2年）  | 538世帯 1230人 |  |

## 交通
- 国道247号[1]

## 施設
- 雁宿公園[1]
- 半田市医師会館[1]
- 半田准看護学校[1]
- 臨床検査センター[1]
- 半田市営プール[1]
- 半田市交通公園[1]
- 半田市営半田球場[1]
- 半田市福祉文化会館[1]

### WEB
1. ↑  “愛知県半田市の町丁・字一覧”.   人口統計ラボ. 2023年11月25日閲覧。
2. 1 2  総務省統計局 (2022年2月10日). “令和2年国勢調査の調査結果(e-Stat) - 男女別人口，外国人人口及び世帯数－町丁・字等” (CSV). 2023年8月2日閲覧。
3. ↑  “愛知県半田市の郵便番号一覧”.   日本郵便. 2023年11月25日閲覧。
4. ↑  “市外局番の一覧” (PDF).   総務省 (2022年3月1日). 2022年3月22日閲覧。
5. ↑  総務省統計局 (2014年3月28日). “平成7年国勢調査の調査結果(e-Stat) - 男女別人口及び世帯数 －町丁・字等” (CSV). 2021年7月20日閲覧。
6. ↑  総務省統計局 (2014年5月30日). “平成12年国勢調査の調査結果(e-Stat) - 男女別人口及び世帯数 －町丁・字等” (CSV). 2021年7月20日閲覧。
7. ↑  総務省統計局 (2014年6月27日). “平成17年国勢調査の調査結果(e-Stat) - 男女別人口及び世帯数 －町丁・字等” (CSV). 2021年7月21日閲覧。
8. ↑  総務省統計局 (2012年1月20日). “平成22年国勢調査の調査結果(e-Stat) - 男女別人口及び世帯数 －町丁・字等” (CSV). 2021年7月21日閲覧。
9. ↑  総務省統計局 (2017年1月27日). “平成27年国勢調査の調査結果(e-Stat) - 男女別人口及び世帯数 －町丁・字等” (CSV). 2021年7月21日閲覧。

### 書籍
1. 1 2 3 4 5 6 7 8 9 10 11  「角川日本地名大辞典」編纂委員会 1989, p. 1818.